# طواحين السكر

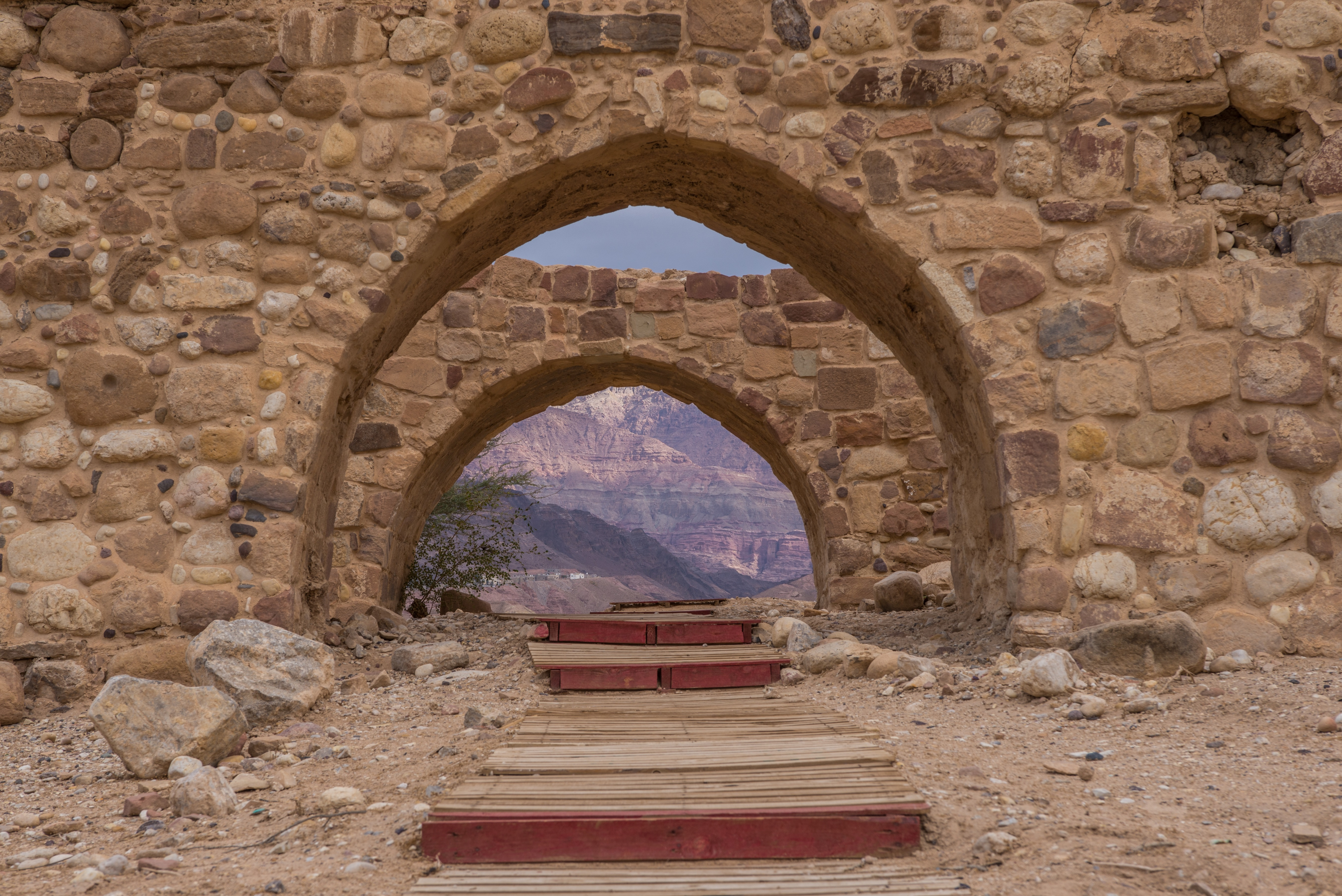
طواحين السكر

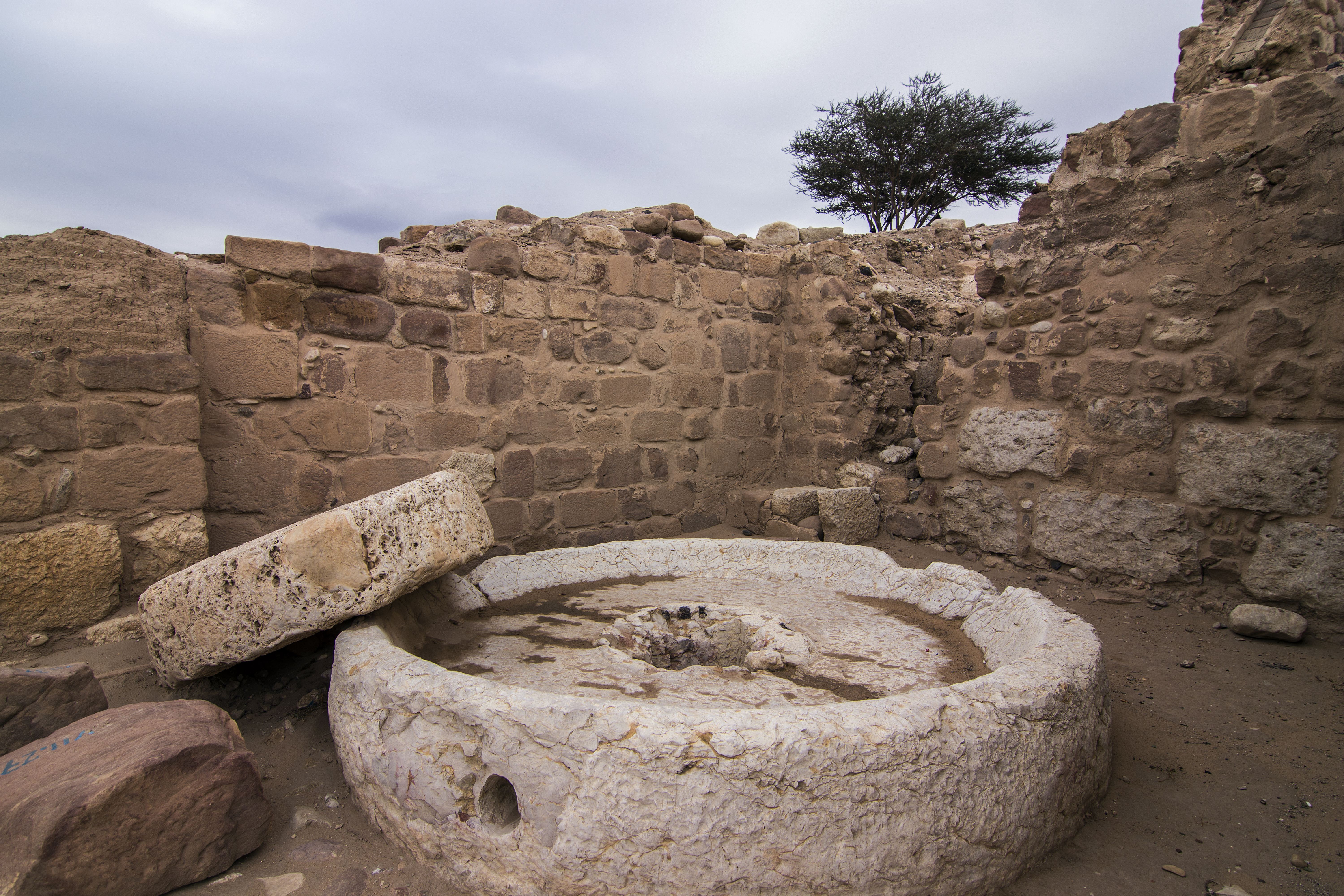
طواحين السكر في محافظة الكرك.

طواحين السكر هي بقايا أثرية لمصنع تكرير السكر الذي يعود إلى العصر المملوكي في منطقة الغور في محافظة الكرك في الأردن. وتشير الدلائل الأثرية إلى طواحين السكر كانت تستعمل لصنع السكر من قصب السكر الذي كان يزرع في غور الأردن وغيرها من الأماكن ويصدر من هناك، أي من الكرك والشوبك، إلى الأسواق الأوروبية.
كانت المطحنة تدار بالمياه القادمة من وادي الحسا، ويتم عصر القصب الذي ينتقل إلى مجمعات بداخل المنشأة ويصار غليه إلى أن يتكاثف ويتبلور قبل أن ينقل إلى بقية الأقطار المحيطة للبيع.